# Station Zottegem

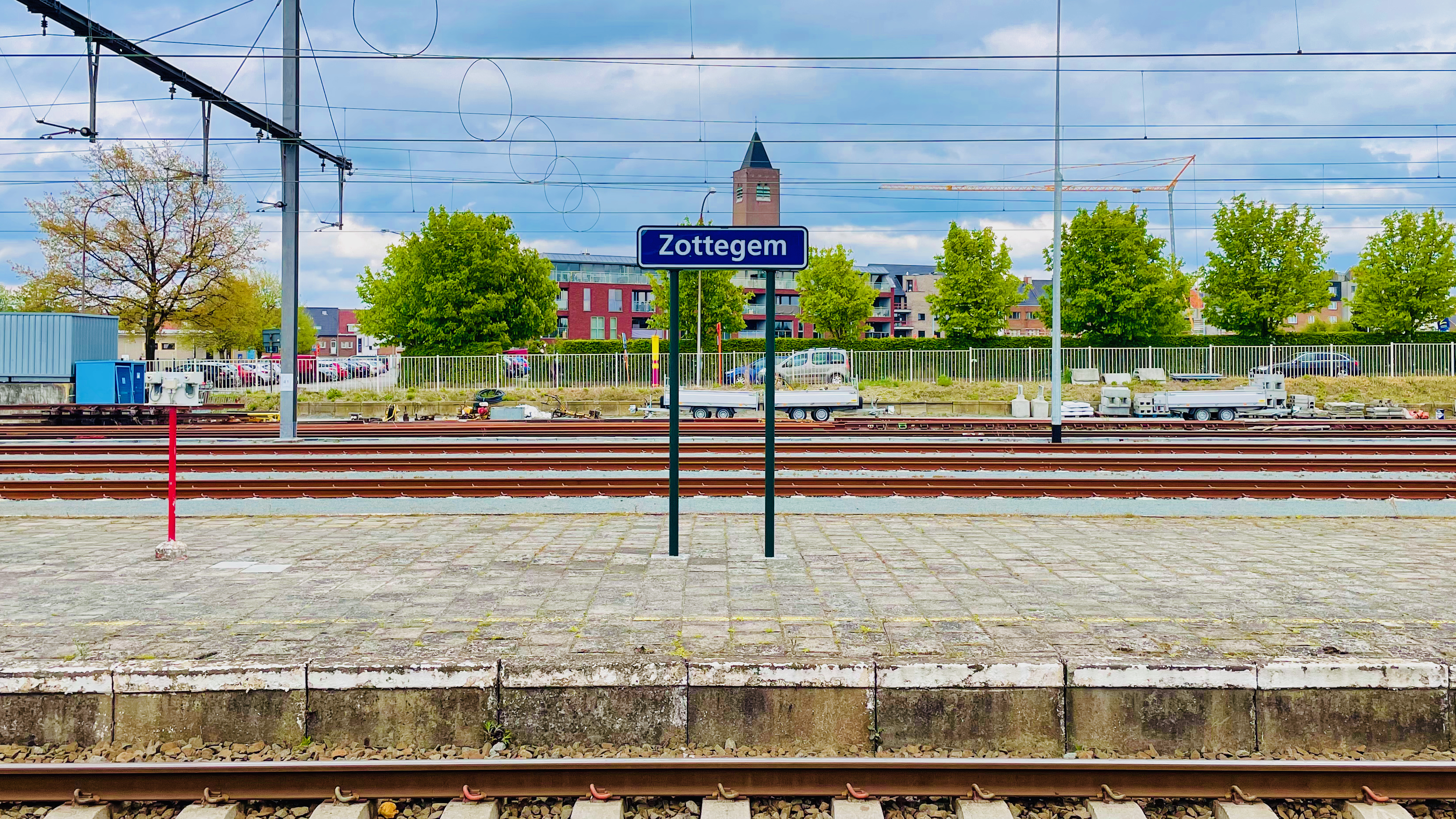
Naambord op een perron

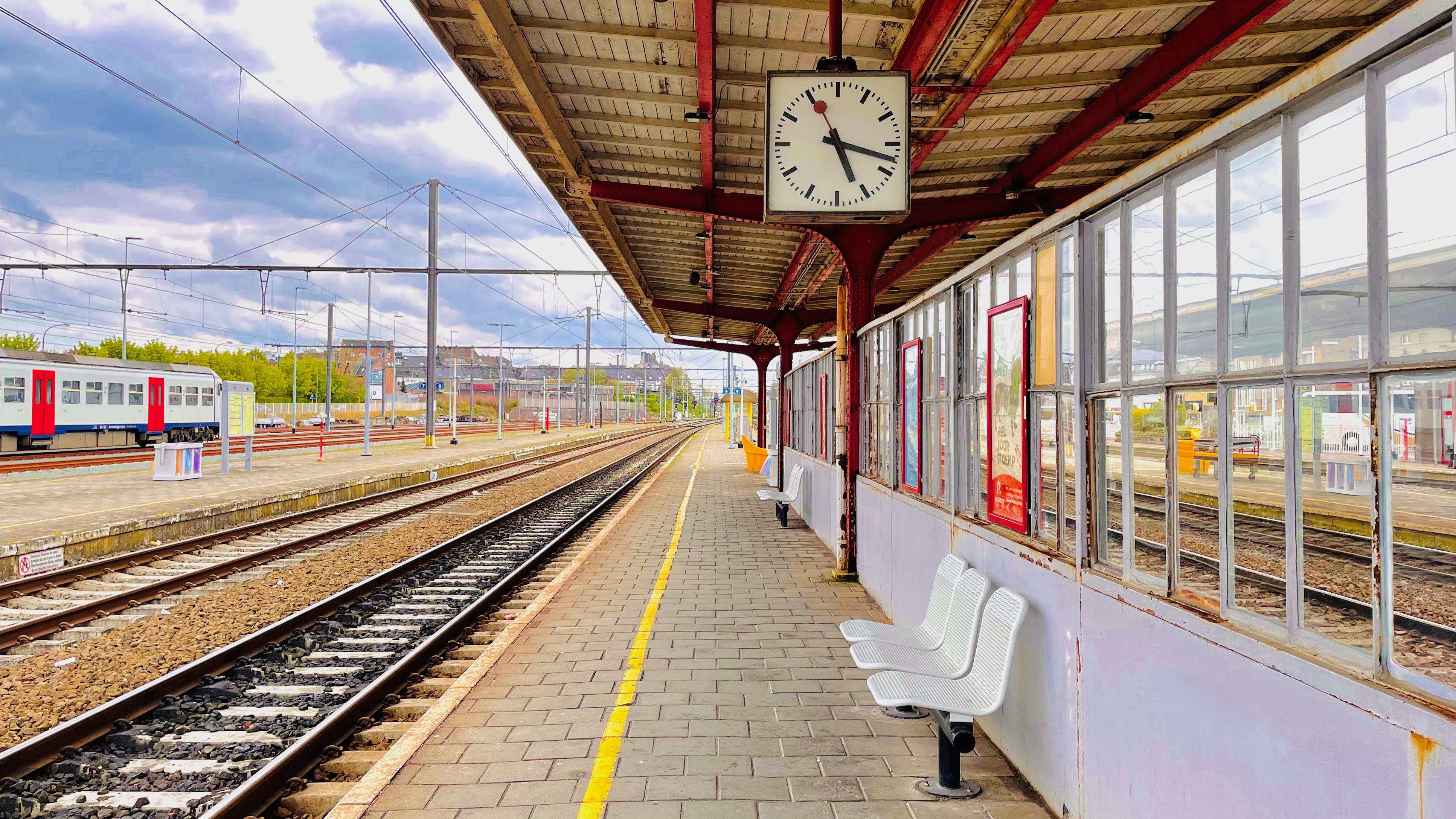
Zicht op de perrons

Station Zottegem is een spoorwegstation aan het Stationsplein in de Belgische stad Zottegem. Het bevindt zich op de kruising van spoorlijn 89 (Denderleeuw - Kortrijk) en spoorlijn 122 (Gent - Geraardsbergen).

## Geschiedenis
Zottegem kreeg voor het eerst een treinverbinding bij de aanleg van de lijn 's-Gravenbrakel - Gent. Zottegem kreeg daarbij een station opgericht door de Compagnie du chemin de fer de Braine-le-Comte à Gand die verantwoordelijk was voor de aanleg en het beheer van de eerder genoemde spoorlijn. Het station zou normaal gezien gebouwd worden aan de steenweg Gent-Geraardsbergen in de wijk 'Lage' in Strijpen, maar de Kortrijkzaan en advocaat Gustave Mussely (1834–1895), (de schoonzoon van de Zottegemse oud-burgemeester en provincieraadslid Maurice Van Aelbrouck (1803 – 1879)) slaagde erin het station naar Zottegem-centrum te verleggen; de werken in Strijpen werden stilgelegd (gemeenteraadsbesluit 13 juli 1853 dat alle mogelijke middelen moeten bewerkstelligd worden [...] om eene statie op het grondgebied van Sottegem te bekomen ). In 1867 opende de lijn 's-Gravenbrakel - Gent, in 1870 de lijn Brussel-Kortrijk en in 1875 de lijn Aalst-Ronse. Na 1867 werd ook de Stationsstraat aangelegd om het station met de Markt te verbinden. Het ontwerp van Zottegem verschilde enigszins met de andere stations op de lijn 's-Gravenbrakel - Gent. Overal werden immers stations gebouwd naar een door de Staat voorgeschreven standaardontwerp. In Zottegem verrees een station dat samengesteld was uit een hoog, vijf traveeën tellend, middendeel met schilddak. Aan beide zijden werd het middendeel geflankeerd door lagere vleugels onder een gesnuit zadeldak. De twee vleugels hadden elk twee traveeën. Het ontwerp werd in 1878 nog eens herhaald in station van Leopoldsburg. Tijdens de Eerste Wereldoorlog in 1918 werd het station zwaar beschadigd door Britse bombardementen . In 1921 werd beslist een gedenkplaat op te hangen aan het station voor slachtoffer van de Eerste Wereldoorlog Richard De Winter. Na de Tweede Wereldoorlog werd een plaquette opgehangen voor oorlogsslachtoffer Albert Sonck.
Het huidige stationsgebouw, ontworpen door architect Jacques Devincke, werd opgetrokken in 1984. Het ontwerp lijkt sterk op het stationsgebouw van Eeklo, niet toevallig van dezelfde architect.
In het voorjaar van 2009 werd Station Zottegem, samen met 31 andere Belgische NMBS-Holdingstations, omgevormd tot "het Station". De actie, die vooral tot doel heeft het imago van stations te verbeteren, behelst onder andere de plaatsing van vlaggen, veelkleurige "totempalen", nieuwe ingangsborden en affiches in de lokettenhal. Allen bevatten ze het kenmerkende logo "het Station". In 2021 werden alle informatieborden en aanduidingen vernieuwd in (het lettertype van) de nieuwe NMBS-huisstijl.

## Infrastructuur
Er zijn twee ingangen (zowel aan de voor- als achterzijde van het station) die door een tunnel met elkaar verbonden zijn. In die verbindingstunnel kan men via (rol)trappen de perrons bereiken. Zottegem beschikt over zeven sporen, daarnaast liggen vier uitwijksporen.
De perronoverkapping en de reizigerstunnel zijn ouder dan het stationsgebouw en in relatief slechte staat.
De perrons zijn qua hoogte nog volgens de oude standaard. De werken om de perrons op te hogen teneinde opstapmoeilijkheden te elimineren, werden op de lange baan geschoven. Dan pas zou de toegang tot de perrons ook mogelijk zijn met liften en een brug boven de sporen.
Aan de achterkant van het station bevinden zich parkeerplaatsen die sinds maart 2023 betalend werden.
Aan de overkant van de sporen bevindt zich een seinhuis. Maar het staat door het seinhuisconcentratieplan van Infrabel, dat tot doel heeft het aantal seinhuizen in België van 368 tot 31 terug te brengen, op het punt te verdwijnen. In Denderleeuw is momenteel een seinhuis in gebruik genomen dat in de zeer nabije toekomst de activiteiten van seinhuis Zottegem (en zes andere seinhuizen) over zal nemen.
Vooraan in het station was tot 2012 een Panos-broodjeszaak gevestigd, nu een Hubiz-krantenwinkel. In 2016 werden de eerste zinnen van 'Zottegem Blues' (een lied uit 1974 van de Zottegemse volkszanger Miele) aangebracht op de wanden van de reizigerstunnel. De tekst verdween bij schilderwerken in 2022 maar werd in 2023 terug aangebracht. 
Aan het station is een Fietspunt met Blue-bikes.

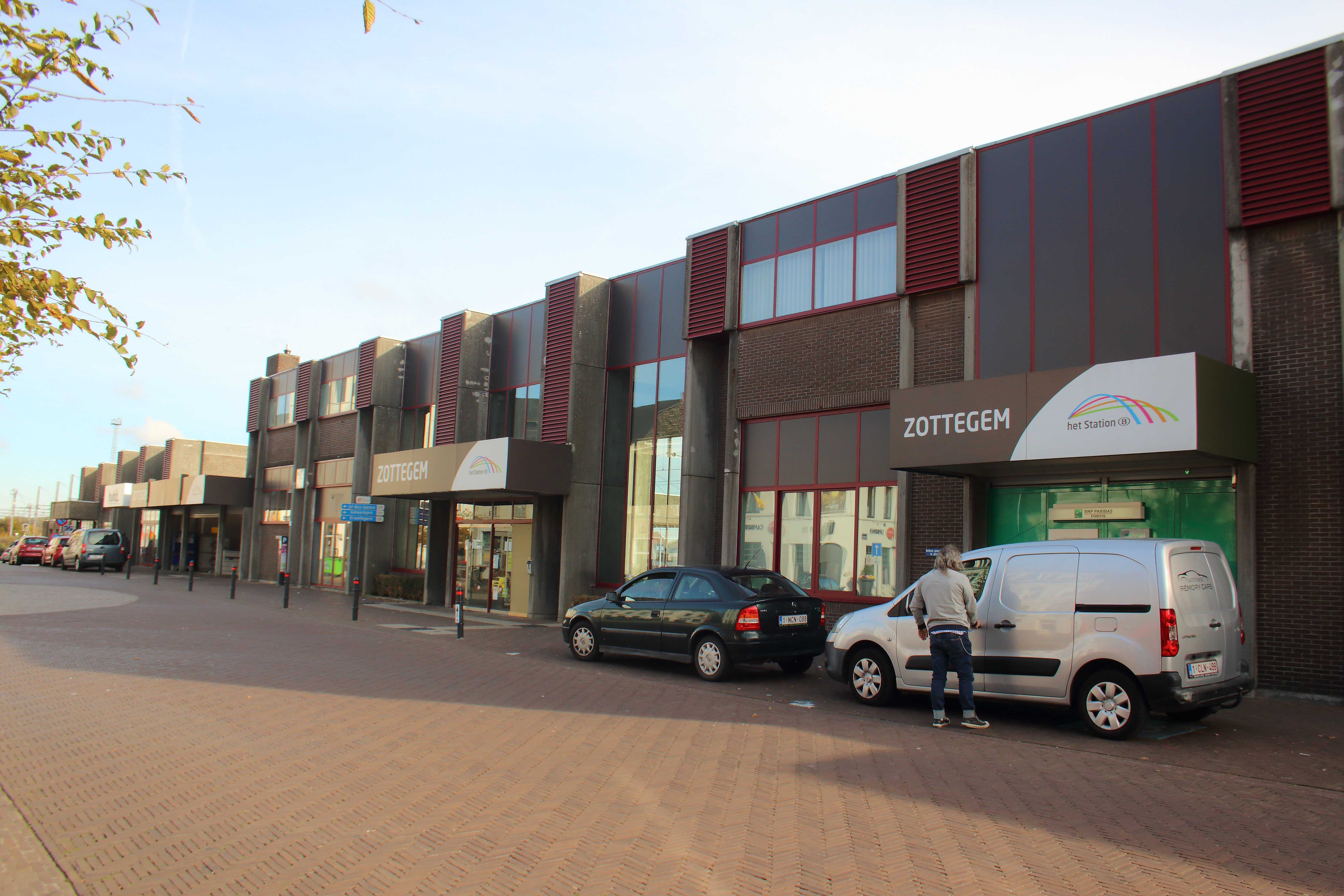
Gevel station Zottegem
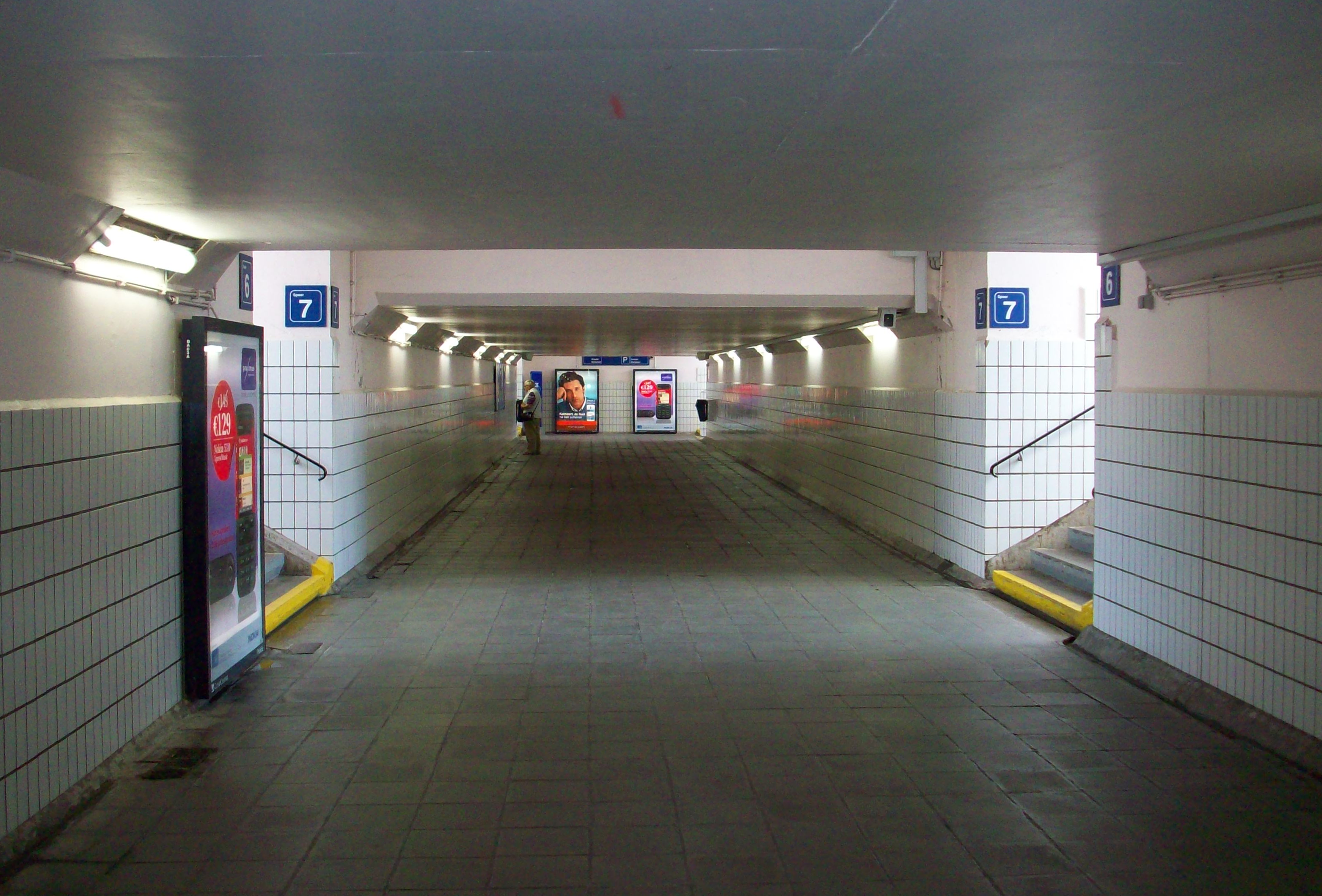
Reizigerstunnel
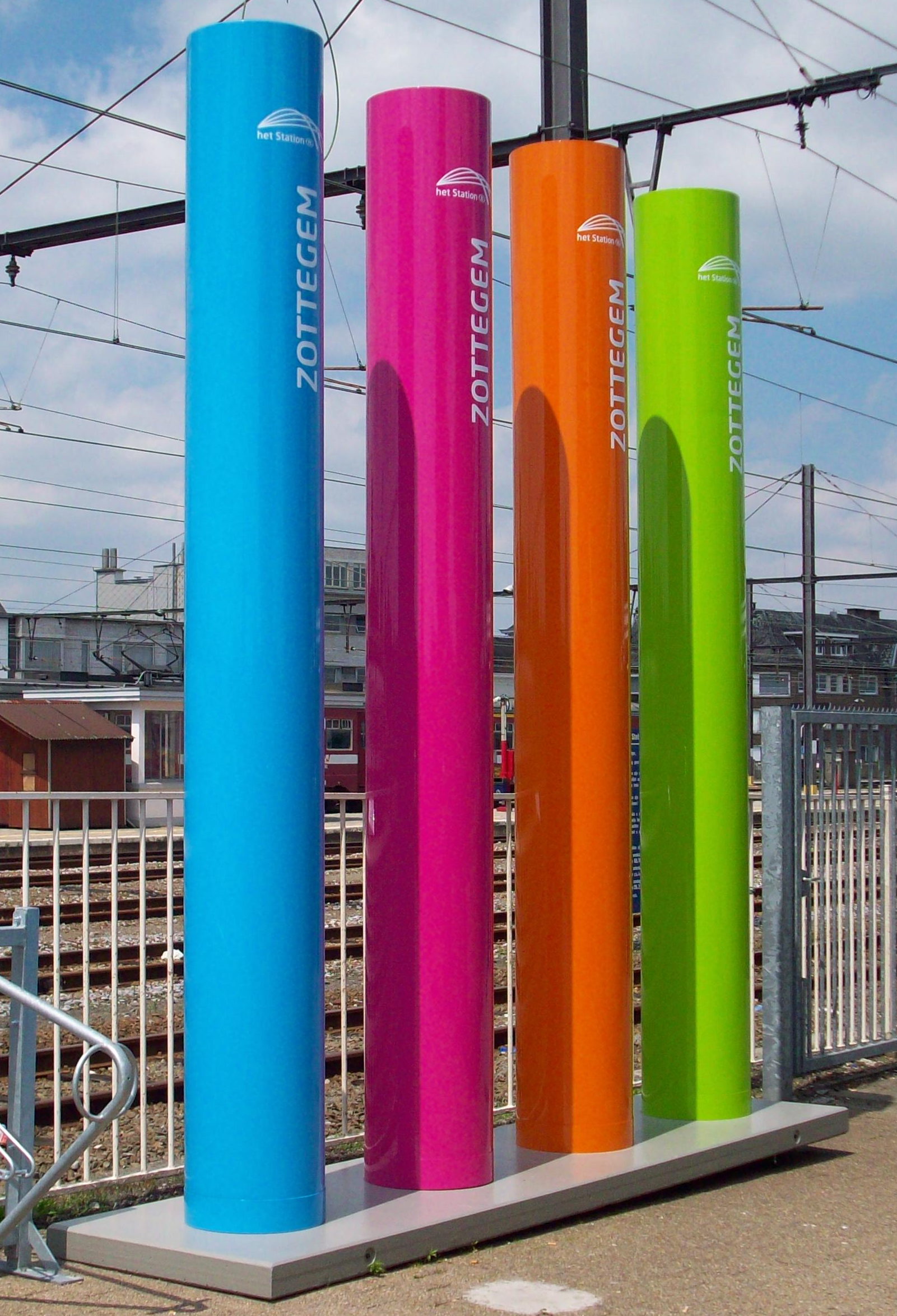
Veelkleurige totempalen, geplaatst in het kader van "het Station"
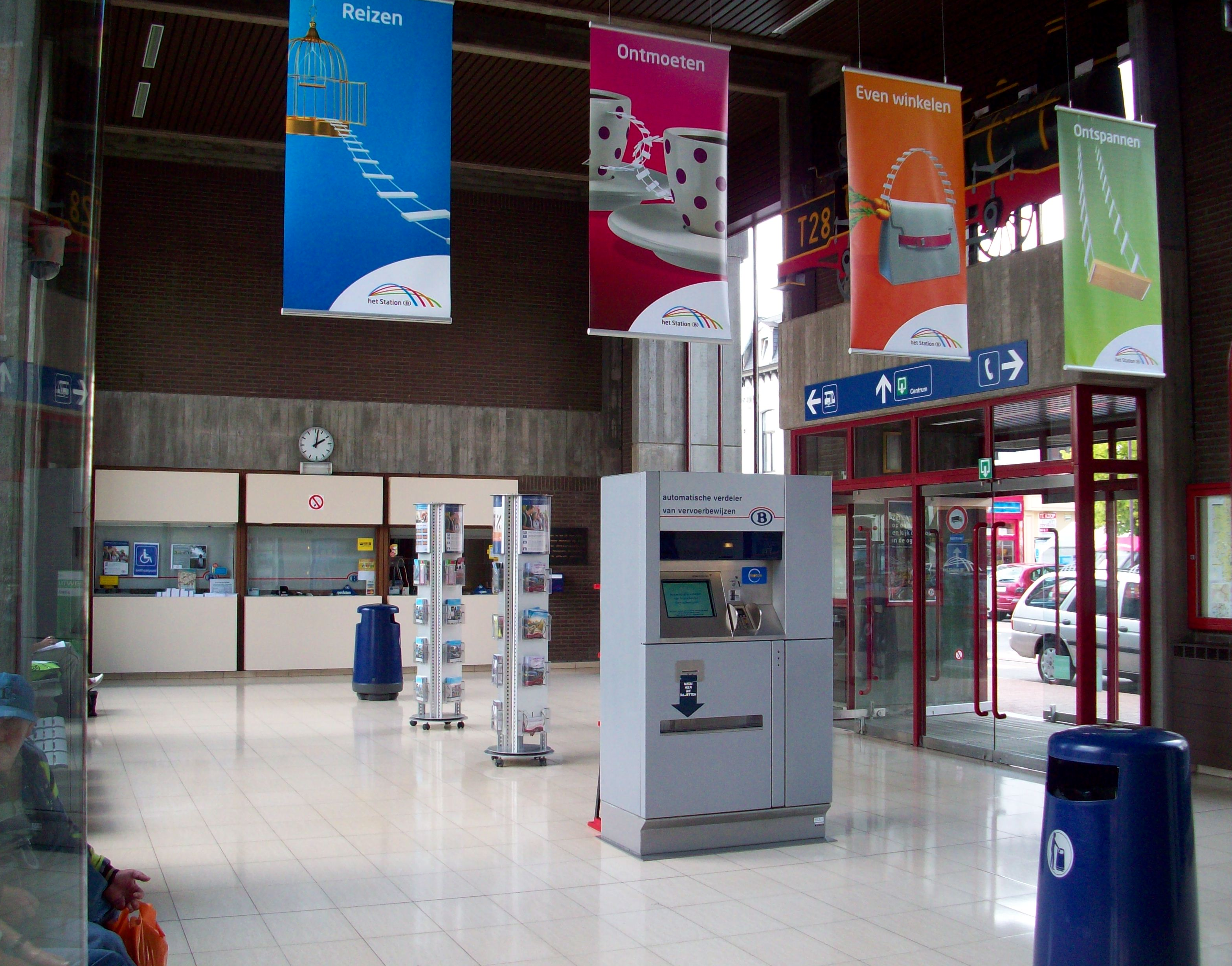
Loketzaal
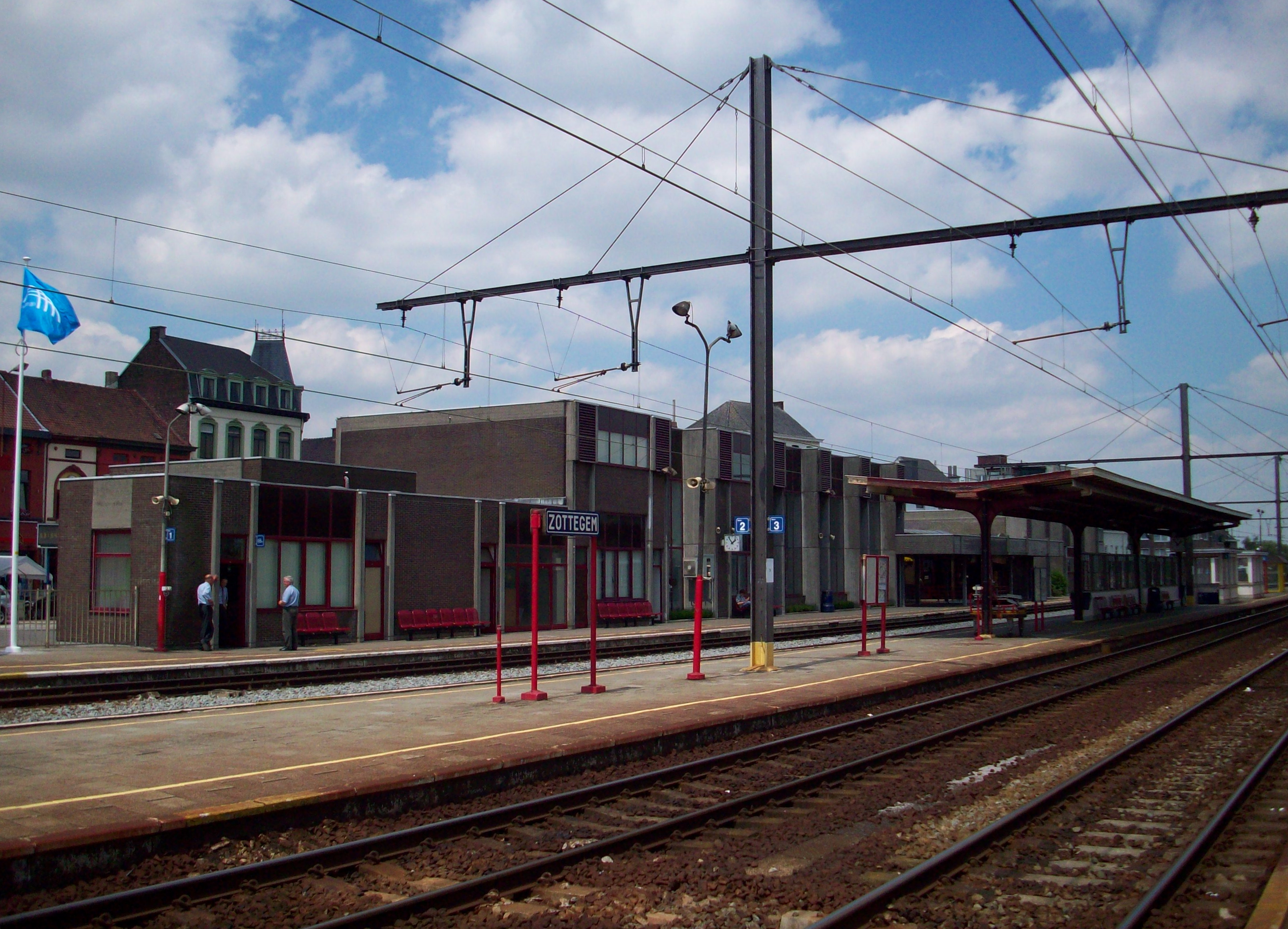
Zicht op het station en de perrons
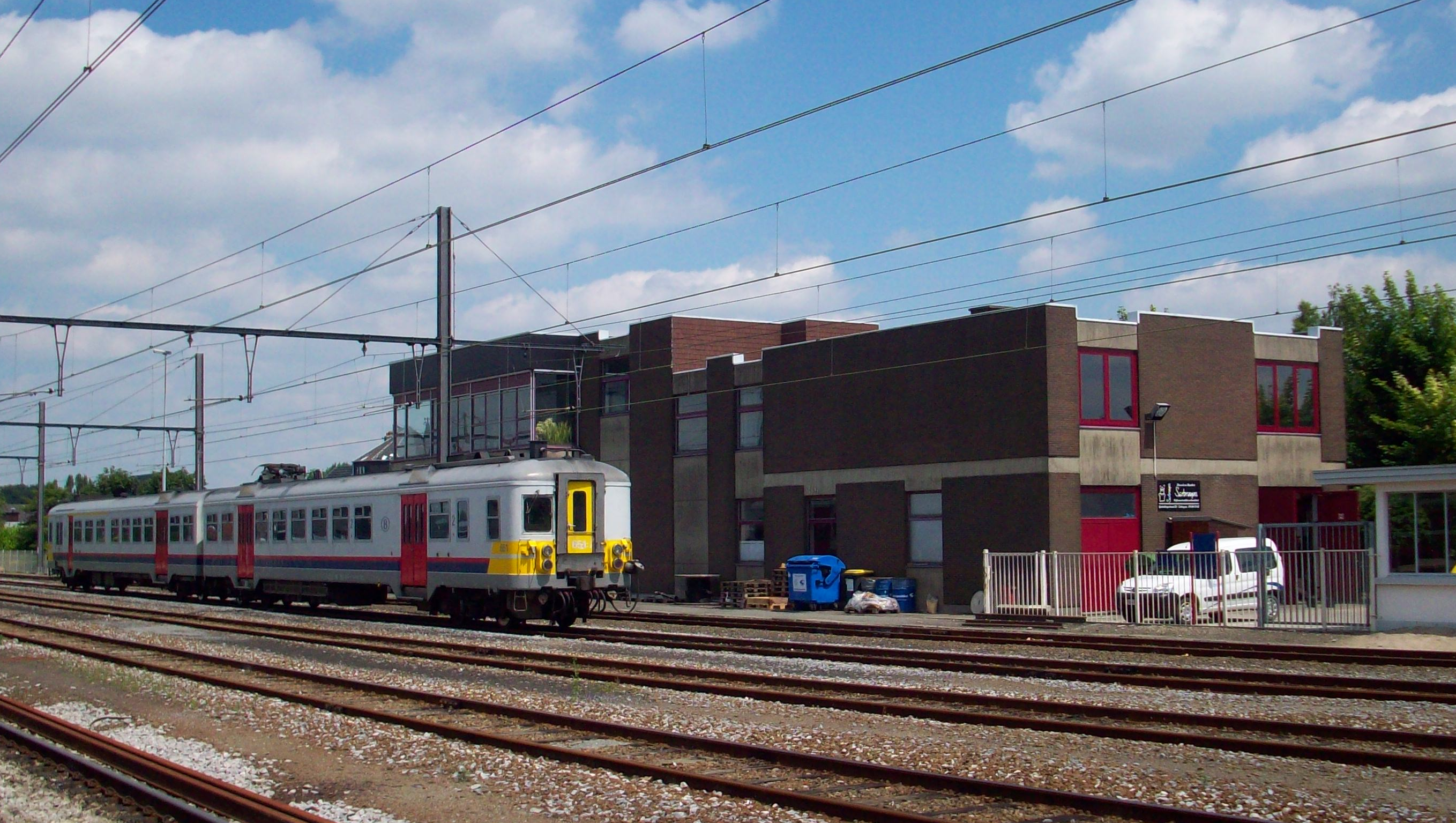
Seinhuis Zottegem
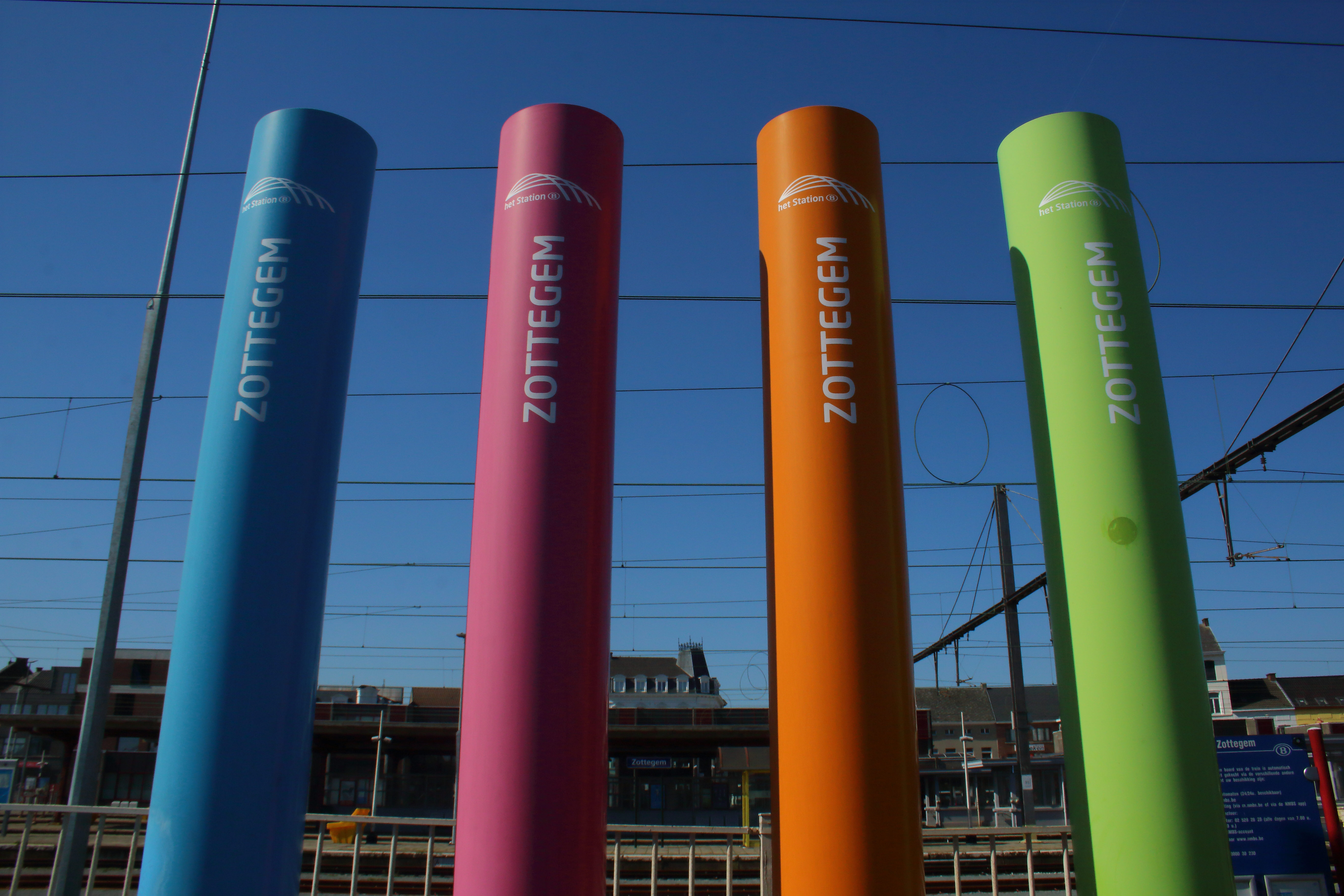
Station Zottegem
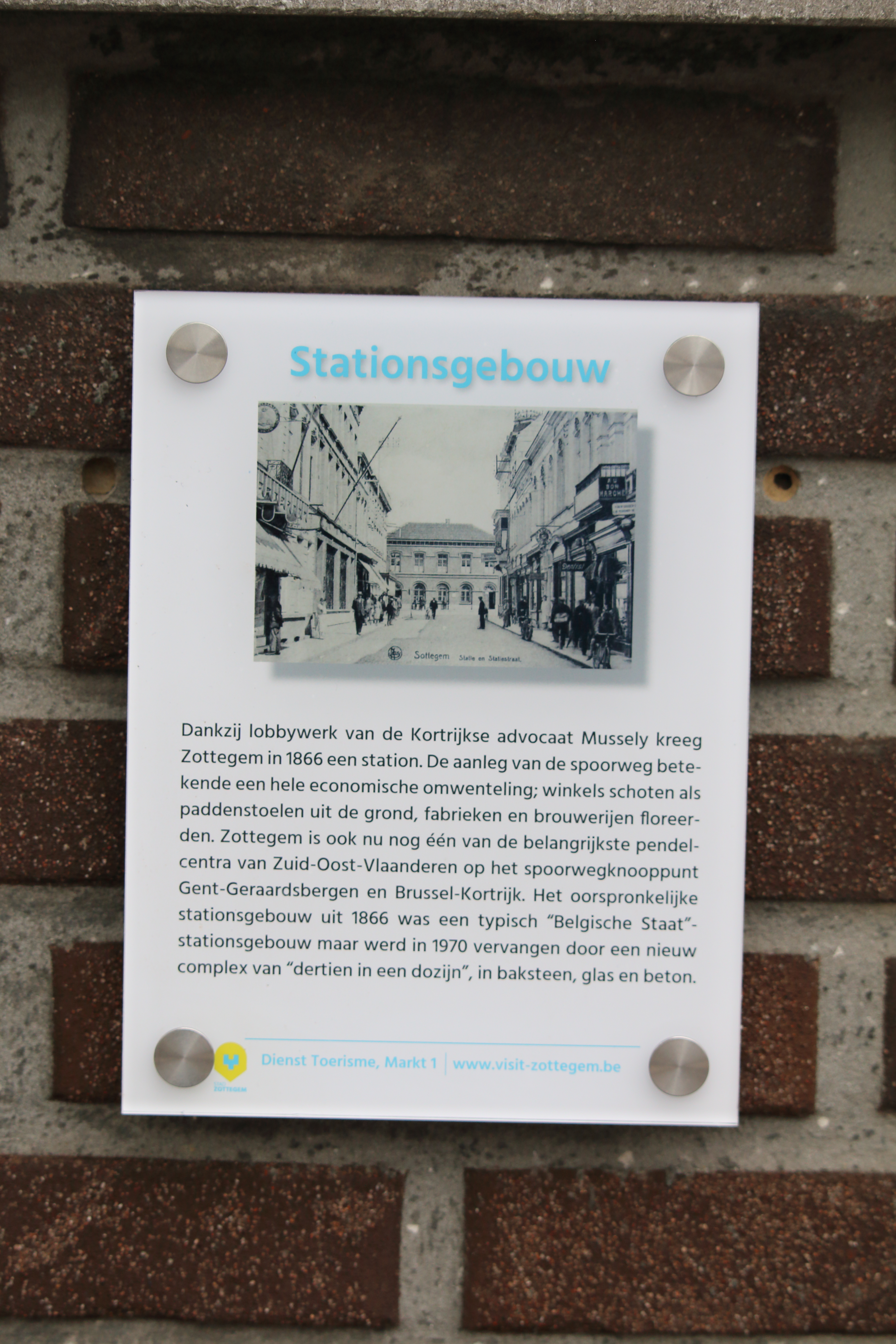
Infobord

## Treindienst
| Serie       | Treinsoort          | Route                                                                              | Bijzonderheden |
| ----------- | ------------------- | ---------------------------------------------------------------------------------- | --- |
| IC 13       | Intercity (NMBS)    | Kortrijk – Zottegem – Denderleeuw – Brussel-Zuid – Schaarbeek                      | Rijdt alleen op werkdagen, rijdt soms van/naar Brussel-Zuid. |
| IC 23       | Intercity (NMBS)    | Brussels Airport-Zaventem – Brussel-Zuid – Zottegem – Kortrijk – Brugge – Oostende | Stopt in het weekend bijkomend in Munkzwalm. |
| L 1650      | L-trein (NMBS)      | Zottegem – Oudenaarde – Kortrijk                                                   | Rijdt alleen op werkdagen. |
| S 6         | GEN (NMBS)          | Zottegem – Denderleeuw – Geraardsbergen                                            | Rijdt alleen op werkdagen. Tijdens de spits een rit vanaf Oudenaarde.                                                                                              |
| S 8         | GEN (NMBS)          | Zottegem – Brussel-Zuid – Brussel-Schuman – Ottignies – Louvain-la-Neuve           | Rit naar Zottegem rijdt niet in het weekend. Een rit rijdt dagelijks tussen Brussel-Zuid - Ottignies. Een rit rijdt dagelijks tussen Ottignies - Louvain-la-Neuve. |
| S 52        | S-trein Gent (NMBS) | Gent-Sint-Pieters – Zottegem – Geraardsbergen                                      | |
| P 7950/8950 | Piekuurtrein (NMBS) | Kortrijk – Zottegem – Brussel-Zuid – Schaarbeek                                    | Rijdt alleen op werkdagen. |
| P 7960/8960 | Piekuurtrein (NMBS) | Geraardsbergen – Zottegem – Gent-Sint-Pieters                                      | Rijdt alleen op werkdagen. |

## Reizigerstellingen
De grafiek en tabel geven het gemiddeld aantal instappende reizigers weer op een week-, zater- en zondag.
| Tabel: aantal instappende reizigers station Zottegem | Tabel: aantal instappende reizigers station Zottegem | Tabel: aantal instappende reizigers station Zottegem | Tabel: aantal instappende reizigers station Zottegem |
|                                                      | Weekdag                                              | Zaterdag                                             | Zondag                                               |
| ---------------------------------------------------- | ---------------------------------------------------- | ---------------------------------------------------- | ---------------------------------------------------- |
| 1977                                                 | 7 298                                                | 857                                                  | 590                                                  |
| 1978                                                 | 6 745                                                | 694                                                  | 526                                                  |
| 1979                                                 | 7 487                                                | 760                                                  | 623                                                  |
| 1980                                                 | 7 008                                                | 700                                                  | 981                                                  |
| 1981                                                 | 6 342                                                | 893                                                  | 586                                                  |
| 1982                                                 | 6 578                                                | 787                                                  | 756                                                  |
| 1983                                                 | 6 693                                                | 725                                                  | 612                                                  |
| 1984                                                 | 7 568                                                | 836                                                  | 854                                                  |
| 1985                                                 | 6 801                                                | 992                                                  | 1 055                                                |
| 1986                                                 | 7 170                                                | 792                                                  | 813                                                  |
| 1987                                                 | 7 204                                                | 813                                                  | 800                                                  |
| 1988                                                 | 6 499                                                | 817                                                  | 758                                                  |
| 1989                                                 | 6 698                                                | 793                                                  | 798                                                  |
| 1990                                                 | 6 731                                                | 883                                                  | 678                                                  |
| 1991                                                 | 6 697                                                | 683                                                  | 744                                                  |
| 1992                                                 | 6 549                                                | 770                                                  | 779                                                  |
| 1993                                                 | 6 637                                                | 862                                                  | 681                                                  |
| 1994                                                 | 6 312                                                | 727                                                  | 684                                                  |
| 1995                                                 | 5 824                                                | 885                                                  | 855                                                  |
| 1996                                                 | 5 853                                                | 817                                                  | 642                                                  |
| 1997                                                 | 6 130                                                | 841                                                  | 777                                                  |
| 1998                                                 | 7 744                                                | 827                                                  | 814                                                  |
| 1999                                                 | 5 691                                                | 826                                                  | 639                                                  |
| 2000                                                 | 7 498                                                | 832                                                  | 708                                                  |
| 2001                                                 | 6 815                                                | 755                                                  | 658                                                  |
| 2002                                                 | 6 674                                                | 704                                                  | 524                                                  |
| 2003                                                 | 6 459                                                | 744                                                  | 702                                                  |
| 2004                                                 | 6 080                                                | 1 038                                                | 997                                                  |
| 2005                                                 | 6 022                                                | 1 000                                                | 982                                                  |
| 2006                                                 | 6 433                                                | 1 020                                                | 934                                                  |
| 2007                                                 | 6 145                                                | 994                                                  | 888                                                  |
| 2008                                                 | -                                                    | -                                                    | -                                                    |
| 2009                                                 | 5 446                                                | 834                                                  | 778                                                  |
| 2010                                                 | -                                                    | -                                                    | -                                                    |
| 2011                                                 | -                                                    | -                                                    | -                                                    |
| 2012                                                 | 5 758                                                | 927                                                  | 870                                                  |
| 2013                                                 | 6 211                                                | 786                                                  | 747                                                  |
| 2014                                                 | 5 990                                                | 808                                                  | 813                                                  |
| 2015                                                 | 5 817                                                | 816                                                  | 650                                                  |
| 2016                                                 | 5 153                                                | 768                                                  | 755                                                  |
| 2017                                                 | 4 286                                                | 1 131                                                | 814                                                  |
| 2018                                                 | 4 718                                                | 931                                                  | 796                                                  |
| 2019                                                 | 4 936                                                | 986                                                  | 931                                                  |
| 2020                                                 | 2 774                                                | 580                                                  | 525                                                  |
| 2021                                                 | -                                                    | -                                                    | -                                                    |
| 2022                                                 | 4 899                                                | 1 120                                                | 1 210                                                |
| 2023                                                 | 4 360                                                | 1 109                                                | 934                                                  |
| 2024                                                 | 4 360                                                | 1 186                                                | 999                                                  |

## Busdienst
Aan het station van Zottegem rijden verschillende buslijnen naar de regio maar ook naar onder andere naar Deinze, Aalst, Ninove en Ronse/Renaix.
| Busnummer | Verbinding                                                                            |
| --------- | ------------------------------------------------------------------------------------- |
| 13        | Zottegem - Lierde - Geraardsbergen                                                    |
| 21        | Ronse/Renaix - Flobecq/Vloesberg - Nederbrakel - Zottegem                             |
| 22        | Ronse/Renaix - Flobecq/Vloesberg - Erwetegem - Zottegem                               |
| 23        | Ronse/Renaix - Michelbeke - Zottegem                                                  |
| 24        | Ronse/Renaix - Flobecq/Vloesberg - Michelbeke - Zottegem                              |
| 25        | Ronse/Renaix - Sint-Maria-Oudenhove - Erwetegem - Zottegem                            |
| 36        | Zottegem - Sint-Lievens-Esse - Sint-Antelinks - Aspelare - Ninove                     |
| 41        | Zottegem - Sint-Denijs-Boekel - Oudenaarde                                            |
| 45        | Zottegem - Gavere - Gent-Sint-Pieters                                                 |
| 46        | Wetteren - Oosterzele - Zottegem                                                      |
| 47        | Wetteren - Bavegem - Zottegem                                                         |
| 81        | Deinze - Gavere - Zottegem                                                            |
| 91        | Zottegem - Borsbeke - Burst - Aalst                                                   |
| 92        | Zottegem - Herzele - Vlierzele - Aalst Zottegem - Herzele - Woubrechtegem (schoolbus) |
| 390       | Belbus Herzele - Sint-Lievens-Houtem                                                  |
| 410       | Belbus Lierde - Brakel                                                                |
| 420       | Belbus Zwalm - Zottegem                                                               |
| 440       | Belbus Oosterzele - Zottegem                                                          |

Sinds 1 juni 2015 zijn bussen niet meer welkom in het stadscentrum van Zottegem en daarom werd er aan de achterkant van het station van Zottegem ter hoogte van het voormalige seinhuis een halte geplaatst genaamd Zottegem station (Achterzijde).
0,0: Aalst ·
2,1: Aalst-Kerrebroek ·
4,2: Vijfhuizen ·
6,5: Erpe-Mere ·
9,0: Bambrugge ·
10,0/11,2: Burst ·
13,0: Terhagen ·
14,3: Herzele ·
16,0: Hillegem ·
17,6: Leeuwergem ·
20,2: Zottegem ·
2,3: Rozebeke ·
3,6: Michelbeke ·
7,7: Nederbrakel ·
10,7: Opbrakel ·
12,7: Vloesberg-Bos ·
15,6: Queneau ·
16,3: Rigoudrie ·
17,9: Elzele ·
23,0: Marijve ·
24,0: Ronse
0,0: Denderleeuw ·
2,1: Welle ·
3,9: Haaltert ·
6,5: Ede ·
11,2: Burst ·
13,0: Terhagen ·
14,3: Herzele ·
16,0: Hillegem ·
17,6: Leeuwergem ·
20,2: Zottegem ·
25,8: Roborst ·
27,5: Munkzwalm ·
30,0: Sint-Denijs-Boekel ·
32,5: Welden ·
34,7: Ename ·
37,5: Oudenaarde ·
41,0: Petegem ·
43,2: Elsegem ·
45,7: Anzegem ·
49,1: Sterhoek ·
53,8: Vichte ·
56,6: Deerlijk ·
59,8: Stasegem ·
63,3: Kortrijk
1,5: Gontrode ·
2,8: Landskouter ·
4,8: Moortsele ·
6,7: Scheldewindeke ·
8,9: Balegem-Dorp ·
11,8: Balegem-Zuid ·
15,4: Zottegem ·
18,4: Erwetegem ·
19,6: Sint-Maria-Oudenhove ·
22,0: Lierde ·
24,4: Hemelveerdegem ·
25,0: Gemeldorp ·
28,5: Geraardsbergen